# فرگشت درهم‌تنیدگی زیستی

روندهای منفعل در مقابل فعال در درهم‌تنیدگی. جانداران در ابتدا قرمز هستند. عددها بر حسب ارتفاع با افزایش زمان در یک سری نشان داده می‌شوند.

فرگشت درهم‌تنیدگی زیستی یا فرگشت پیچیدگی زیستی (به انگلیسی: Evolution of biological complexity) یکی از نتایج مهم فرایند فرگشت است. فرگشت جانداران بسیار پیچیده‌ای ایجاد کرده‌است – اگرچه تعریف یا اندازه‌گیری دقیق سطح درهم‌تنیدگی (پیچیدگی) در زیست‌شناسی بسیار سخت است، با ویژگی‌هایی مانند محتوای ژن، تعداد انواع سلول یا ریخت‌شناسی که همگی به‌عنوان معیارهای ممکن پیشنهاد شده‌اند.